# Erzfarbener Kanalkäfer
Der Erzfarbene Kanalkäfer (Amara aenea), auch Erzfarbiger Kamelläufer, Erz-Kanalkäfer, Haarrand-Schnelläufer oder Metallfarbener Schnellläufer genannt, ist ein Käfer aus der Familie der Laufkäfer (Carabidae).

## Merkmale
Die Käfer werden 6,5 bis 8,5 Millimeter lang und haben einen elliptisch, langgestreckten Körper. Dieser ist meist kupfern oder grünlich-metallisch glänzend gefärbt. Selten gibt es auch schwarze oder blaue Exemplare. Die Fühler tragen ebenfalls diese Färbung, lediglich die ersten drei Glieder sind charakteristisch gelblich bis rötlich gefärbt. Der Halsschild hat an den hinteren Ecken rechte Winkel und schließt nahezu perfekt an die Deckflügel an. An der Basis sind an jeder Seite jeweils zwei Eindrücke zu erkennen. Vom Schildchen (Scutellum) führt beidseits parallel zum Rand zwischen Deckflügeln und Halsschild ein feiner Scutellarstreifen. Die Deckflügel sind sehr fein längsgerillt. Die Schenkel (Femora) der Beine sind deutlich dunkler als die Schienen (Tibiae).

## Vorkommen
Die Tiere kommen in der gesamten Paläarktis, östlich bis zum Baikalsee vor, fehlen aber im hohen Norden. Sie wurden in Nordamerika eingeschleppt. Man findet sie überwiegend in trockenen Gegenden, wie beispielsweise auf Wiesen, Trockenrasen, Feldern und in sandigen Gebieten, seltener auch an feuchten Orten, wie etwa in Wäldern oder in der Nähe von Gewässern. Sie sind weit verbreitet und sehr häufig.

## Lebensweise
Die tagaktiven Käfer machen am Boden Jagd auf kleine Insekten. Sie nehmen aber auch Pflanzenteile zu sich, besonders häufig sitzen sie an Getreideähren, von denen sie die Körner fressen. Ansonsten verstecken sie sich unter Steinen oder Laub am Boden. Die Larven leben in Erdröhren, in denen sie auf Beute lauern und sich nach mehreren Häutungen auch verpuppen. Die Imagines schlüpfen im Herbst und überwintern.

## Taxonomie
Die Art wurde 1774 von Carl De Geer als Carabus aeneus erstbeschrieben. Ein weiteres Synonym lautet Harpalus aeneus (DeGeer, 1774).